# Giambattista Marson
Giambattista Marson (Vittorio Veneto, 24 dicembre 1927 – Belluno, 15 settembre 2019) è stato un medico e politico italiano.

## Biografia
Laureatosi in medicina e chirurgia all'Università degli Studi di Padova nel 1951, conseguì la specializzazione in clinica dermosifilopatica nel 1953 e in radiologia nel 1955, presso il medesimo ateneo. Fu primario della divisione di dermatologia dell'ospedale civile di Belluno dal 1962 al 1997, mentre nel 1990 fu eletto presidente dell'Associazione dermatologi ospedalieri italiani.
Attivo in politica nelle file della Democrazia Cristiana, venne eletto sindaco di Belluno nel maggio del 1967, rimanendo in carica per poco meno di cinque mesi.
Risiedette dal 1970, insieme alla moglie Annamaria Casalicchio, presso la villa vescovile del Belvedere, detta anche villa Marson, ereditata dal bisnonno Giuseppe Gerenzani. Morì all'età di 91 anni nel febbraio del 2019.